# Михля
Михля́ — село в Україні, у Ізяславській міській громаді Шепетівського району Хмельницької області, над річкою Горинню, 4 км від Ізяслава. Населення становить 959 осіб. До 2020 орган місцевого самоврядування — Лютарська сільська рада.
Неофіційно село поділяється на дільниці: Бровар, За броваром, Дохторівка, Дубина, Лютарецький шлях або просто Шлях, За церквою.

## Історія
Історія заснування Михлі невідома. Найстарішим документом, у якому згадується ця волинська оселя є пожалування княгинею Оленою Заславською свого маєтку Михальського боярину Яцкові Путринському від 1520 року.
За актом поділу володінь між князями Янушем та Михайлом Заславськими від 1581 року Михля входила до складу Заславської волості.
В 1748 коштом якогось Гроховицького побудовано нову церкву на місці дуже старої. В місці знаходження вівтаря старої церкви встановлено камінного пам'ятника.
В 1770-х роках у Михлі було вимурувано пам'ятного стовпа на вшанування видатної події повернення чудотворного образу Заславської Матері Божої, який перед тим тимчасово зберігався у монастирі отців Бернардинів у Ряшеві. В Михлі відбулася урочиста зустріч привезеної кінно ікони. З Михлі до заславського монастиря оо. Бернардинів чудотворний образ супроводжувала святкова процесія. В 1980-90-х роках кам'яну таблицю з інскрипцією про цю пам'ятну подію, що розміщена на стовпі, сильно ушкоджено вандалами. Відтак не є можливим відчитати більшу частину напису.
В 1867 коштом селянина Ієремії Бернадського зведено церкву Великомученика Дмитрія. Його ж коштом вимурувано пам'ятника з хрестом по дорозі до Заслава.
В 1881 році, коли вже діяла заборона на будівництво храмів в українському стилі, коштом Павла Стецюка, на Шляху, збудовано церкву Різдва Пресвятої Богородиці, типової російської архітектури. В 1932 році ця церква втратила на своєму абрисі і була перетворена на клуб. Під час Другої світової війни церква відродилася і під різними юрисдикціями продовжувала діяти до початку 1960-х років. Згодом приміщення використовувано під спортивну залу середньої школи. Після здобуття Україною незалежності богослужіння у храмі поновлені.
У Михлі знаходився палацик князів Санґушків, під кінець XIX століття вже занепалий.
Станом на 1896 рік у селі було 140 дворів.
У 1906 році село Заславської волості Ізяславського повіту Волинської губернії. Відстань від повітового міста 4 верст, від волості 4. Дворів 156, мешканців 1331.
Протягом 1907–1917 років село у складі Заславського ключа Заславського майорату князів Санґушків.
За переписом 1911 року у Михлі нараховувалося 1378 жителів. Працювали папірня, гуральня, фабрика сукна, бровар, фабрика лікерів і одеколону, потужний водяний млин, два тартаки і шпалоріз.
7 (20) листопада 1917 року, відповідно до Третього Універсалу Української Центральної Ради, увійшло до складу Української Народної Республіки.
Після окупації Заславщини більшовиками переважна більшість підприємств були знищені, а промисловість села зосереджено на первинній переробці лісових ресурсів. В 1930 році пройшла колективізація, під час якої, зокрема, «розкуркулено» родину заможних селян Клим'юків, їх позбавили майна і депортували до Сибіру. Засновано промисловий колгосп «Червоний лісовик».
Проте спротив українців окупантам не вдавалося зломити протягом тривалого часу. До 1936 року, не зважаючи на надзвичайну мілітарну насиченість прикордоння, боровся за свободу, родженець михельської Дубини, повстанський отаман Ґудзь (або Ґедзь).
Від 1933 розпочалася інтенсивна розробка пралісів Заславської пущі. Деревину, з новоствореного 23-го лісопильного заводу, у великих обсягах, щодня, відправлялося до Третього Рейху. Поставки припинено безпосередньо з початком німецько-радянської війни. Деревину доправляли до залізничної станції Славута вузькоколійкою прокладеною через ліс майже від села Лютарки.
Крім того не припиняли роботи обидва михельські тартаки.
12 червня 2020 року, відповідно до розпорядження Кабінету Міністрів України № 727-р «Про визначення адміністративних центрів та затвердження територій територіальних громад Хмельницької області», увійшло до складу Ізяславської міської територіальної громади.
19 липня 2020 року, в результаті адміністративно-територіальної реформи та ліквідації Ізяславського району, село увійшло до складу новоутвореного Шепетівського району

## Археологія
На території села зафіксовано два поселення скитського періоду VII—III ст. до н. е., а також групу з 6 курганів.

## Природоохоронні території
На північний захід від села знаходиться гідрологічний заказник загальнодержавного значення Михельський заказник.

## Галерея

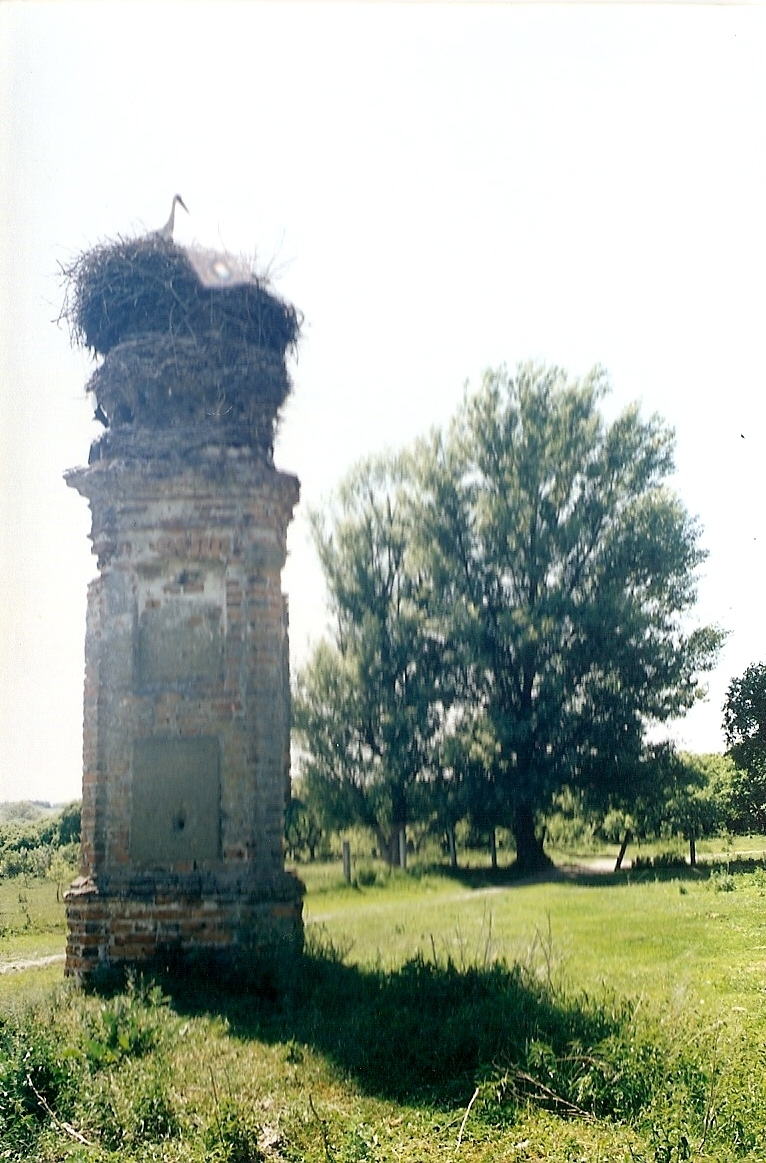
Пам'ятний стовп на знак повернення у рідні пенати ікони Заславської Матері Божої
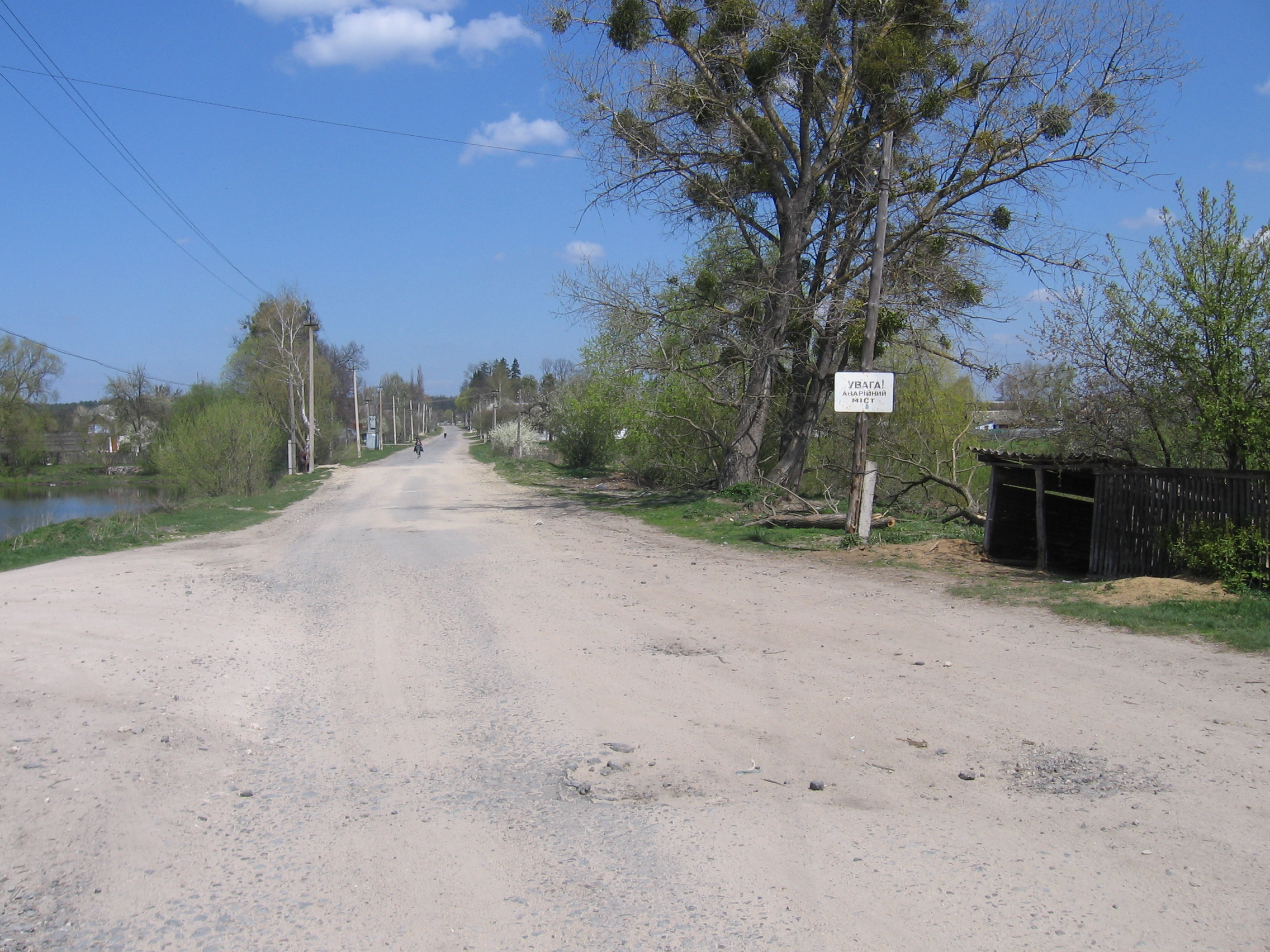
Так званий Лютарецький шлях
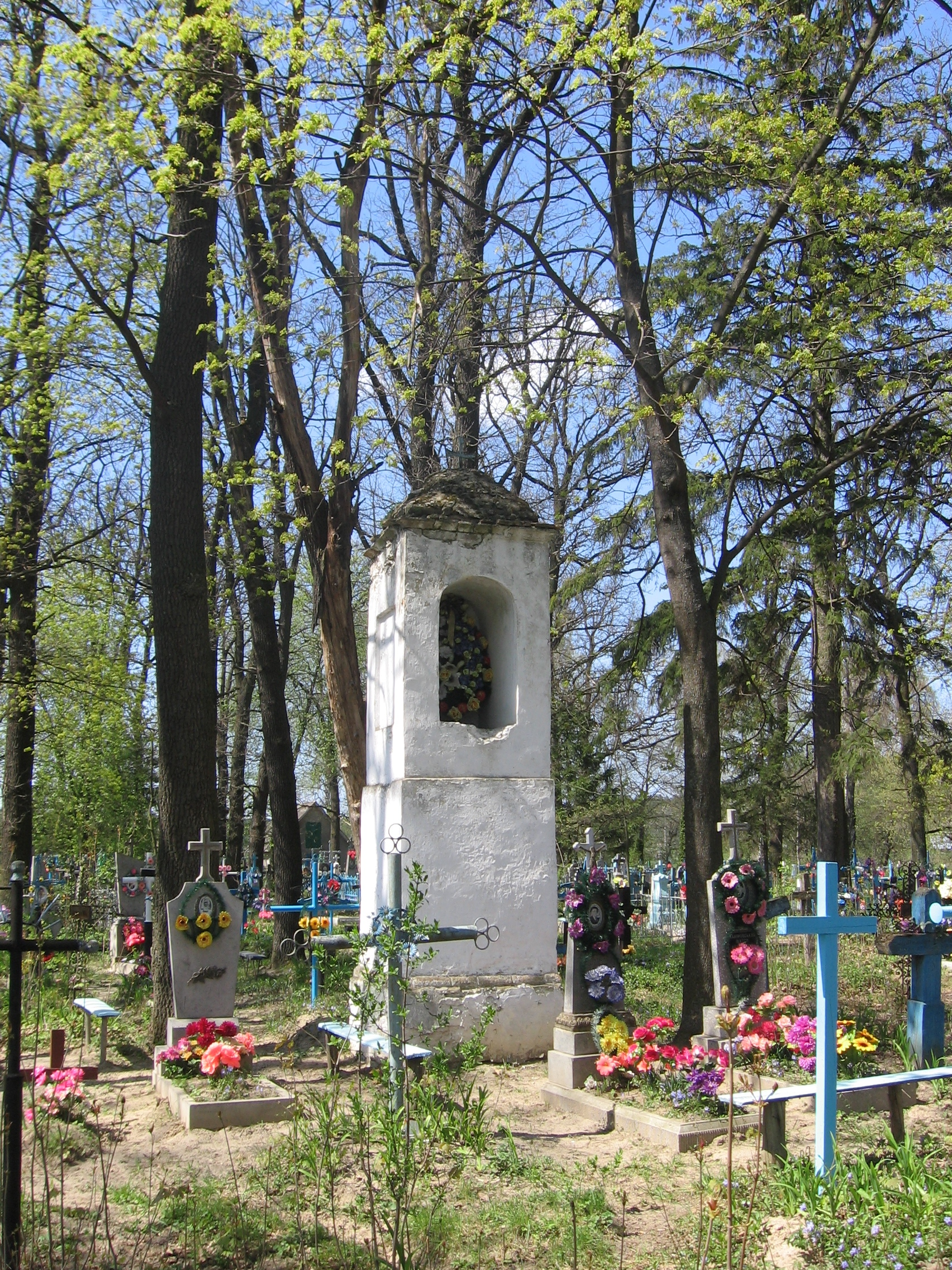
Каплиця на могилках
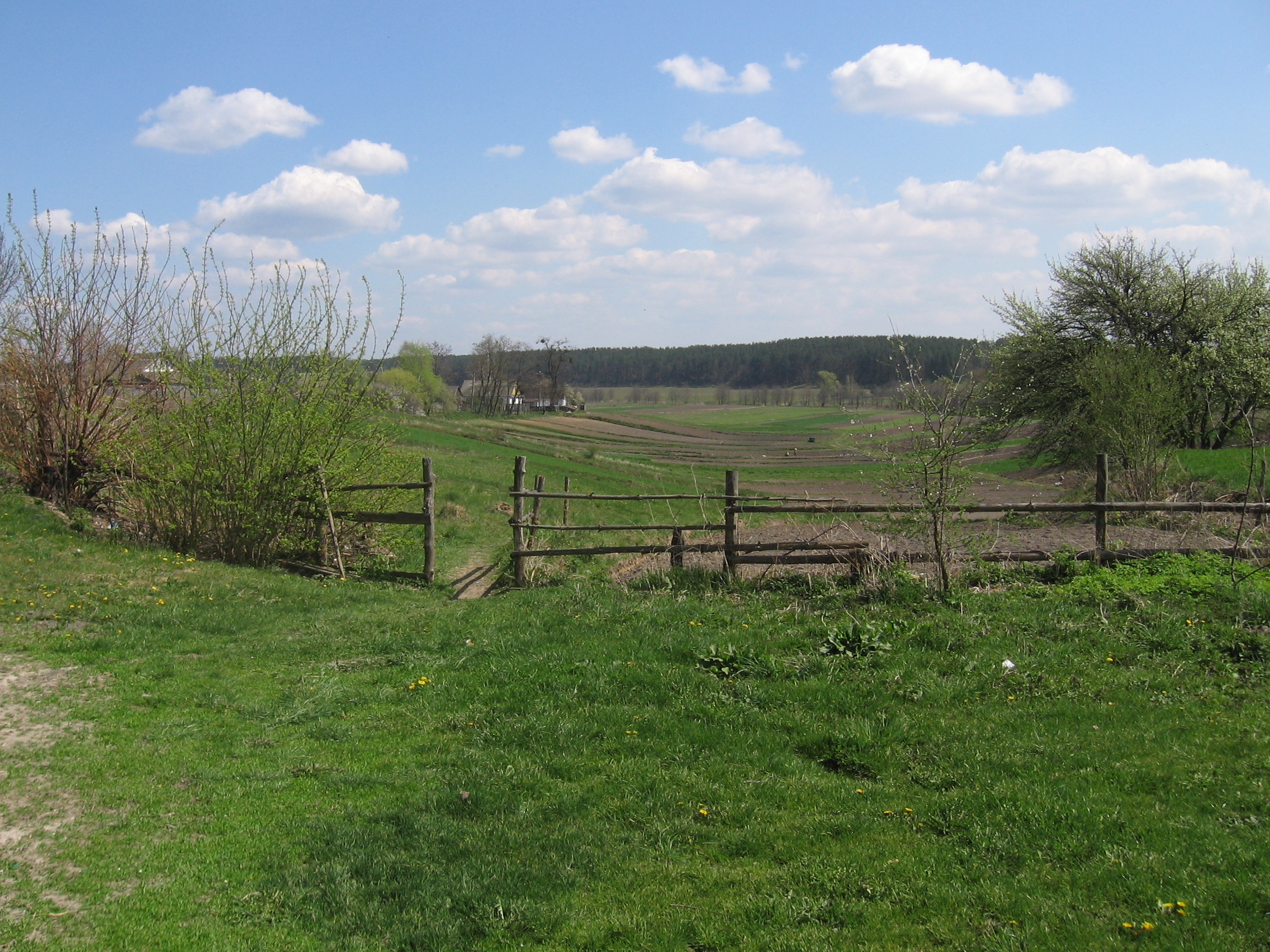
Краєвид сільської околиці
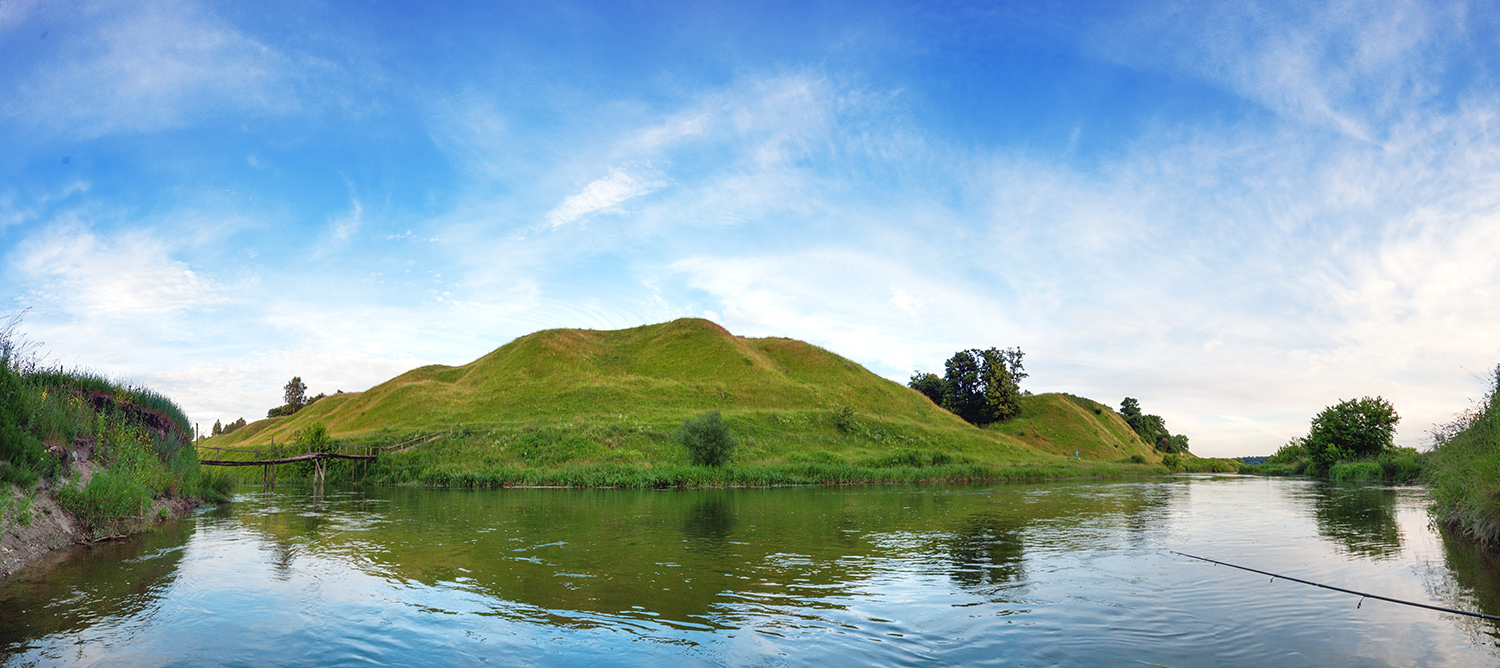
Вали городища над річкою Горинь між Михлею та Путринцями

## Уродженці
- Герась Соколенко (1920—1945) — борець за незалежність України в ХХ столітті, поет;
- Богдан Шацький (1995—2019) — старший лейтенант Збройних Сил України, учасник російсько-української війни.